# 奧米亞區
6°25′01″S 77°19′01″W / 6.41694°S 77.31694°W
奧米亞區（西班牙語：Distrito de Omia），是秘魯的一個區，位於該國北部亞馬遜大區的羅德里格斯德門多薩省，始建於1875年2月5日，面積175.1平方公里，海拔高度1,395米，2005年人口6,737，人口密度每平方公里38人。